# Seznam fotbalistů, kteří zemřeli během zápasu
Toto je neúplný seznam fotbalistů, kteří zemřeli během zápasu nebo těsně poté kvůli různým okolnostem. Nejčastější je selhání srdce.
Seznam nezahrnuje hráče, kteří utrpěli srdeční zástavu, ale přežili (např. Christian Eriksen nebo Fabrice Muamba).

## Seznam

### 1874–současnost
| Rok  | Jméno                       | Národnost             | Klub                              | Důvod |
| ---- | --------------------------- | --------------------- | --------------------------------- | --- |
| 1874 | Robert Atherley             | Skotsko               | Star of Leven FC                  | Protržený žaludek po kopu do břicha |
| 1874 | James Gordon                | Skotsko               | Arbroath FC                       | Ruptura jater po kopu do břicha |
| 1885 | Charles Bache               | Anglie                | Birmingham Southfield             | Otrava krve |
| 1885 | Thomas Anderson             | Skotsko               | Dalmuir Thistle                   | Kop do břicha |
| 1886 | Daniel Houghney             | Skotsko               | Mearn Athletic                    | Kop do břicha |
| 1888 | James Harkins               | Anglie                | Heaton Park                       | Absces |
| 1889 | William Cropper             | Anglie                | Staveley                          | Protržené střevo |
| 1889 | Robert Whyte                | Skotsko               | Redding Athletic                  | Zranění břicha |
| 1892 | James Dunlop                | Skotsko               | St Mirren                         | Tetanus po pádu na střep |
| 1893 | John Henry Morris           | Anglie                | Shrewsbury City                   | Vnitřní krvácení |
| 1893 | Walter Bannister            | Anglie                | Chesterfield City                 | Prasknutí ledviny |
| 1894 | Teddy Smith                 | Anglie                | Bedminster                        | Otřes mozku |
| 1896 | James Logan                 | Skotsko               | FC Loughborough                   | Pneumonie |
| 1896 | Joe Powell                  | Anglie                | Arsenal FC                        | Tetanus a otrava krve, kvůli zlomené ruce |
| 1900 | James Collins               | Anglie                | Sheppey United                    | Tetanus |
| 1901 | D. Menzies Emery            | Skotsko               | Scone FC                          | při zápase dostal zápal plic a asi za týden zemřel |
| 1902 | Di Jones                    | Wales                 | Manchester City FC                | otrava krve |
| 1906 | David Wilson                | Anglie                | Leeds City FC                     | infarkt |
| 1907 | Tommy Blackstock            | Skotsko               | Manchester United FC              | zhroutil se |
| 1909 | James Main                  | Skotsko               | Hibernians FC                     | zranění žaludku |
| 1912 | William Storner             | Anglie                | Church Sheffield                  | Kop do hlavy, když se skláněl k míči |
| 1916 | Bob Benson                  | Anglie                | Arsenal FC                        | Prasklá céva |
| 1919 | Roberto Chery               | Uruguay               | Uruguay/CA Peñarol                | Zemřel po zákroku, když hrál na Mistrovství Jižní Ameriky 1919 |
| 1921 | Horace Fairhust             | Anglie                | Blackpool FC                      | Zranění hlavy |
| 1921 | Joshua Wilkinson            | Skotsko               | Dumbarton FC                      | Zánět podbřišnice |
| 1923 | Tom Butler                  | Anglie                | Port Vale FC                      | Chytil tetanus do zlomené ruky |
| 1927 | Georges Le Bidois           | Francie               | SO de l'Est                       | Kop do karotidy |
| 1927 | Albert van Coile            | Belgie                | Cercle Brugge                     | Perforované střevo |
| 1927 | Sam Wynne                   | Anglie                | Bury FC                           | Zhroutil se na zápal plic |
| 1927 | David Arellano              | Chile                 | Colo-Colo                         | Zánět podbřišnice po kopu od protihráče |
| 1931 | John Thompson               | Skotsko               | Celtic FC                         | Zlomenina lebky po srážce s protihráčem |
| 1932 | Robert Halliday             | Skotsko               | Jed Arts FC                       | Kop do ledvin (šlo o jeho debut) |
| 1933 | Jón Kristbjörnsson          | Island                | Valur                             | Zranění hlavy |
| 1934 | Sim Raleigh                 | Anglie                | Gillingham FC                     | Střet s protihráčem |
| 1934 | Pfeiferlik                  | Československo        | FK Union Žižkov                   | Otřes mozku |
| 1935 | Samuel Beattie              | Irsko                 | Lisburn Distillery FC             | Krvácení do mozku |
| 1936 | Jimmy Thorpe                | Anglie                | Sunderland FC                     | Udělalo se mu zle poté, co chytil míč do rukou a protihráči se mu ho pokusili vykopnout a přitom ho mnohokrát kopli. Tento incident dal podnět ke změně pravidel. |
| 1936 | Jorge Chávez Boza           | Peru                  | Atlético Chalaco                  | Poranil si nohu, která mu musela být amputována, poté zemřel, protože měl cukrovku.                                                                               |
| 1937 | James Keenan                | Skotsko               | Duns FC                           | Infarkt |
| 1939 | Asbjørn Rønneberg           | Norsko                | Høl IF                            | Infarkt |
| 1941 | Adam Law                    | Nizozemsko, Švýcarsko | Thor FC                           | Infarkt |
| 1946 | Isaac Angulo                | Peru                  | Alianza Lima                      | Zástava srdce |
| 1948 | Bertram Boardley            | Anglie                | 121. výcvikový pluk               | Zasažen bleskem |
| 1948 | Kenneth Hill                | Anglie                | Královský obrněný sbor            | Zasažen bleskem |
| 1949 | Gustav Fähland              | Německo               | Eintracht Braunschwe              | Vnitřní krvácení |
| 1951 | Mitotônio                   | Brazílie              | Ceará                             | Překrvení žaludku |
| 1953 | John Kirksby                | USA                   | Wrexham FC                        | Zástava srdce |
| 1963 | Constantin Tabarcea         | Rumunsko              | Petrocul Ploiesti                 | Zhroutil se |
| 1966 | Petar Radaković             | Jugoslávie            | NK Rijeka                         | Srdeční onemocnění |
| 1967 | Tony Allden                 | Anglie                | Highgate United FC                | Zasažen bleskem |
| 1968 | Paul Shardlow               | Anglie                | Stoke City FC                     | Infarkt |
| 1973 | Pedro Berruezo              | Španělsko             | Sevilla FC                        | Infarkt |
| 1973 | Haukur Birgir Hauksson      | Island                | Ármann                            | Vnitřní zranění |
| 1973 | Vanderlei                   | Brazílie              | Operário-MS                       | |
| 1973 | Pavão                       | Portugalsko           | FC Porto                          | Infarkt |
| 1975 | Ángel Avilés                | Peru                  | Deportivo Junín                   | Srdeční vada |
| 1977 | Tony Aveyard                | Anglie                | Scarborough FC                    | Zranění hlavy |
| 1977 | Michel Soulier              | Belgie                | Union Namur                       | Infarkt |
| 1977 | Renato Curi                 | Itálie                | AC Perugia Calcio                 | Infarkt |
| 1978 | Valtencir                   | Brazílie              | Colorado                          | Ruptura míchy |
| 1980 | Omar Sahnoun                | Francie               | FC Girondins de Bordeaux          | Infarkt |
| 1981 | Hocine Benmiloudi           | Alžírsko              | CR Belouizdad                     | Otrava jídlem |
| 1982 | Carlos Alberto Barbosa      | Brazílie              | Sport                             | Infarkt |
| 1984 | Erik Jongbloed              | Nizozemsko            | AFC DWS                           | Zasažen bleskem |
| 1987 | José Antonio Gallardo       | Španělsko             | CD Malága                         | Krvácení do mozku |
| 1987 | Paulo Navalho               | Portugalsko           | AC de Portugal                    | Infarkt myokardu |
| 1987 | Dursun Özbek                | Turecko               | Galatasaray                       | Infarkt |
| 1989 | Sixto Rovina                | Nizozemské Antily     | Groningen FC                      | Infarkt |
| 1989 | Samuel Okwaraji             | Nigérie               | Nigérijská fotbalová reprezentace | Zemřel při kvalifikaci na Mistrovství světa ve fotbale na srdeční vadu                                                                                            |
| 1990 | Vágner Bacharel             | Brazílie              | Paraná                            | Zranění hlavy |
| 1990 | David Longhurst             | Anglie                | York City FC                      | Infarkt |
| 1993 | Michael Klein               | Rumunsko              | Bayer Uerdingen                   | Infarkt |
| 1993 | Gábor Sziborás              | Maďarsko              | Maďarská fotbalová reprezentace   | Upadl do kómatu, když byl na reprezentačním tréninku |
| 1995 | Mukandi Tsimaya             | Zair                  | Atromitos FC                      | Byl zasažen loktem |
| 1995 | Michael Goddard             | Severní Irsko         | Dundela FC                        | Byl zasažen míčem do hrudníku |
| 1995 | Amir Angwe                  | Nigérie               | FC Julius Berger                  | Infarkt |
| 1997 | Hedi Berkhissa              | Tunisko               | ES de Tunis                       | Infarkt |
| 1997 | Waheeb Jabara               | Izrael                | Hapoel Taibe                      | Infarkt |
| 1998 | Robbie James                | Wales                 | Llaneli FC                        | Kardiomyopatie |
| 1998 | Axel Jüptner                | Německo               | Carl Zeiss Jena                   | Infarkt |
| 1999 | Ferenc Biro                 | Rumunsko              | Niramul N-M                       | |
| 1999 | Stefan Vråbioru             | Rumunsko              | Astra Ploiesti                    | Srdeční vada |
| 2000 | Daniel Orbeanu              | Rumunsko              | Caraimanul Busteni                | Infekce |
| 2000 | Jan Ikoroma                 | Nigérie               | Al-Wahda SCC                      | Zkolaboval |
| 2000 | Eri Irianto                 | Indonésie             | Persebaya Surabaya                | Selhání srdce |
| 2000 | Robert Mitwerandu           | Polsko                | Raków Częstochowa                 | Infarkt |
| 2000 | Hocine Gacemi               | Alžírsko              | JS Kalybie                        | Zlomenina lebky |
| 2000 | Ivan Krstić                 | Srbsko a Černá Hora   | Radnički Nič                      | Zasažen bleskem |
| 2000 | Catălin Hîldan              | Rumunsko              | Dinamo Bukurešť                   | Infarkt |
| 2001 | Roman Pavelka               | Česko                 | SK Uničov                         | Srdeční problémy |
| 2001 | Serhiy Perkhun              | Ukrajina              | CSKA Moskva                       | Krvácení do mozku |
| 2001 | Cédric Lestic               | Francie               | AS Cherbourg                      | Infarkt |
| 2002 | Cristian Neamțu             | Rumunsko              | Creiova                           | Vnitřní krvácení |
| 2002 | Márcio dos Santos           | Brazílie              | Deportivo Wanka                   | Infarkt |
| 2002 | Hernán Gaviria              | Kolumbie              | Deportivo Cali                    | Zasažen bleskem |
| 2002 | Giovanni Córdoba            | Kolumbie              | Deportivo Cali                    | Zasažen bleskem (stejně jako Gaviria) |
| 2002 | Stefan Toleski              | Severní Makedonie     | FK Předok                         | Skolaboval |
| 2003 | Marvin Lee                  | Trinidad a Tobago     | Trinidad a Tobago U20             | Zranění krku |
| 2003 | Marc-Vivien Foé             | Kamerun               | Kamerunská fotbalová reprezentace | Zkolaboval |
| 2004 | Miklós Fehér                | Maďarsko              | Benfica Lisabon                   | Srdeční zástava |
| 2004 | Danny Ortiz                 | Guatemala             | CSD Muncipal                      | Natržení osrdečníku |
| 2004 | Serginho                    | Brazílie              | São Caetano                       | Srdeční smrt |
| 2004 | Cristiano Júnior            | Brazílie              | Dempo                             | Srážka s brankářem |
| 2005 | Paul Sykes                  | Anglie                | Folkenstone                       | Zkolaboval |
| 2005 | Alin Paicu                  | Rumunsko              | Minerul                           | Infarkt |
| 2005 | Hugo Cunha                  | Portugalsko           | UD Leira                          | Selhání srdce |
| 2006 | Victor Alfonso Guerrero     | Kolumbie              | Envigado FC                       | Ztratil vědomí |
| 2006 | Rasmus Green                | Dánsko                | Næestvend BK                      | Infarkt |
| 2006 | Gökmen Yıldıran             | Turecko               | Elazığspor                        | Infarkt |
| 2006 | Mohamed Abdelwahab          | Egypt                 | Al Ahly                           | Srdeční vada |
| 2006 | Matt Gadsby                 | Anglie                | Hinckley                          | Zkolaboval |
| 2006 | Nilton Pereira Mendes       | Brazílie              | Karagandy                         | Zkolaboval |
| 2007 | Ivan Karačić                | Bosna a Hercegovina   | NK Široki Brijeg                  | Infarkt |
| 2007 | Anton Reid                  | Anglie                | Walsall                           | Zkolaboval |
| 2007 | Antonio Puerta              | Španělsko             | FC Sevilla                        | Zhroutil se |
| 2007 | Chaswe Nsowfa               | Zambie                | Hapoel Be'er Sheva                | Selhání srdce |
| 2007 | Phil O'donnel               | Skotsko               | Motherwell                        | Zhroutil se |
| 2008 | Guy Tchingoma               | Gabon                 | FC 105 Libvervile                 | Zkolaboval |
| 2008 | Hervé King                  | Anglie                | Ringmer                           | Zhroutil se |
| 2008 | Hrvoje Ćustić               | Chorvatsko            | NK Zadar                          | Zranění hlavy |
| 2008 | Rustem Bulatov              | Rusko                 | Torpedo Kaluga                    | ??? |
| 2009 | Jumadi Abdi                 | Indonésie             | PTK Bontang                       | Zhroutil se |
| 2009 | Victor Hugo Ávalos          | Paraguay              | Villa Florida                     | Infarkt |
| 2009 | Orobosan Adun               | Nigérie               | Warri                             | Vnitřní krvácení po napadení |
| 2009 | Daniel Jarque               | Španělsko             | RCD Espanyol                      | Srdeční zástava |
| 2009 | Alexandru Iatan             | Rumunsko              | Giurgiu                           | Zástava srdce |
| 2009 | Neridson Estevão            | Angola                | Progresso                         | Kolaps |
| 2009 | Maurizio Greco              | Itálie                | Güldenstern                       | Kolaps |
| 2009 | Salem Saad                  | SAE                   | Al-Nasr                           | Infarkt |
| 2010 | Yannick Dago                | Kamerun               | Fotbal Arras                      | Infarkt |
| 2010 | Endurance Idahor            | Nigérie               | Al-Merreikh                       | Kolaps |
| 2010 | Bartolomew Opoku            | Ghana                 | Kessben                           | Kolaps |
| 2010 | Daniel Robert de Jesus      | Brazílie              | Pavlodar                          | Infarkt |
| 2010 | Goran Tunjić                | Chorvatsko            | Mladost FC                        | Infarkt |
| 2010 | Ambrose Wreh                | Libérie               | Eleven FC                         | Selhání srdce |
| 2010 | Wilson Mene                 | Nigérie               | Keila                             | Kolaps |
| 2010 | Frederico da Costa Pinheiro | Brazílie              | Mesquita                          | Zástava srdce |
| 2010 | Victor Omogbehin            | Nigérie               | FC Ilford                         | Zhroutil se |
| 2010 | Nduka Anyanwu               | Nigérie               | Geinsheimer                       | Zhroutil se |
| 2010 | Benjamin Owusu              | Ghana                 | FC Ocean Boys                     | Zkolaboval |
| 2010 | Emmanuel Ogoji              | Nigérie               | FC Beaumontois                    | Zkolaboval |

| 2011                        |
| Jméno                       |
| Lokissimbaye Loko           |
| Naoki Matsuda               |
| Bobsam Elejiko              |
| 2012                        |
| Dhanraj Venkatesh           |
| Patrick Grange              |
| Piermario Morosini          |
| Mohamed Lemine Ould M'Boye  |
| Gerome Grahama              |
| Arjuna Luiz Venutto Ramos   |
| Chinonso Ihel by Henry      |
| Viktor Brännstörm           |
| Joshua Pepple               |
| Jaouad Akaddar              |
| 2013                        |
| Quentin Marguerrite         |
| Dominik Rupp                |
| Berat Sacipi                |
| Mohammad Fahad              |
| Alen Pamić                  |
| Yair Clavijo                |
| Sékou Camara                |
| Matyas Viereckl             |
| Héctor Sanabria             |
| Alex Marques                |
| Jamie Skinner               |
| 2014                        |
| Kevon Cartner               |
| Kodjo Etonam Adjassou       |
| Akli Fairuz                 |
| Carlos Barra                |
| Melissa Smith               |
| Peter Biaksangzuala         |
| Dipak Adhikari              |
| 2015                        |
| Ben Hiscox                  |
| Gregory Mertens             |
| Tim Nicot                   |
| Emanuel Ortega              |
| Cristian Gómez              |
| Shetemi Ayetigbo            |
| David Oniya                 |
| Junior Dian                 |
| Daniel Kowalski             |
| Stelios Markousis           |
| Abdul Haruna                |
| 2016                        |
| Hugo Suárez                 |
| Stefan Petrovsky            |
| Patrik Ekeng                |
| Bernardo Ribeiro            |
| Jeanine Christelle Djomnang |
| Antony Stott                |
| Michael Umanika             |
| Kieran McDade               |
| Ben Idrissa Dermé           |
| Dan Wilkinson               |
| Dominik James               |
| Jack Atkinson               |
| Simon Verdonck              |
| Ismail Mrisho Khalfan       |
| 2017                        |
| James Moorfoot              |
| Moïse Brou Apanga           |
| Gofaone Tito                |
| Ben Walker                  |
| Cheick Tioté                |
| Luc Jacobs                  |
| Shota Maminashvili          |
| Choirul Huda                |
| Joel Lobanzo                |
| Izzy Dezu                   |
| 2018                        |
| Nacho Barbera               |
| Danilinho                   |
| Bruno Boban                 |
| Luyanda Ntshangase          |
| Mohamed Farouk              |
| Tijmen Steenberger          |
| Mamadou Camara              |
| Ramon Neto da Costa         |
| Ekundaya Ebenezer Mawoyeka  |
| 2019                        |
| Fodé Sidibé                 |
| Francisco Cavada            |
| Herman Tsinga               |
| Faty Papy                   |
| Ludwin Flores Nole          |
| Edwin Boakai                |
| Derrick Williams            |
| Agustín Martínez            |
| Renan Henrique Santos       |

| Rok  | Jméno           | Národnost | Klub               | Důvod      |
| ---- | --------------- | --------- | ------------------ | ---------- |
| 2020 | Chineme Martins | Nigérie   | FC Nasarawa United | Zkolaboval |
| 2020 | Sajjad Ali      | Irák      | Al-Sulaikh         | Infarkt    |

| Jméno                   |
| ----------------------- |
| 2021                    |
| Alex Apolinario         |
| Abdul Rahman Atef       |
| Dejan Oršuš             |
| Tremaine Stewart        |
| Giuseppe Perino         |
| Viktor Marcell Hegedüs  |
| Adenan Jajov            |
| Alexandr Shishmarev     |
| Dylan Rich              |
| Jens De Smet            |
| Guillermo Arias         |
| Jony López              |
| Karol Setniewski        |
| Ahmed Amin              |
| Taufik Ramsyah          |
| Mukhaled Al-Raqadi      |
| Marin Ćaćić             |
| Sofiane Loukar          |
| 2022                    |
| Marcos Menaldo          |
| Alexandros Lampis       |
| Alexandr Kozlov         |
| Alexandru Vagner        |
| Andrés Balanta          |
| Erion Kajtazi           |
| 2023                    |
| Arne Espeel             |
| Andrew Sarakinis        |
| Martin Filipčić         |
| Deon                    |
| Raphael Dwamena         |
| Ervin Kwaku Esoun Oduro |
| Agyemang Diawusie       |

| Rok  | Jméno                     | Národnost     | Klub                       | Důvod                                                                                         |
| ---- | ------------------------- | ------------- | -------------------------- | --------------------------------------------------------------------------------------------- |
| 2024 | Gefrison Cande            | Guinea-Bissau | FC Albernoense             | Zkolaboval                                                                                    |
| 2024 | Septian Raharja           | Indonésie     | FBI Sabung                 | Zasažen bleskem                                                                               |
| 2024 | Wassim Djezzar            | Alžírsko      | NRB Ras El Ma              | Spadl na zem a zalknul jazyk                                                                  |
| 2024 | Alfonso Rossa             | Brazílie      | Águia de Marabá U20        | Infarkt                                                                                       |
| 2024 | Jordan Denneulin          | Francie       | AS Courrières              | Zasažen bleskem                                                                               |
| 2024 | Ahmed Refaat              | Egypt         | Modern Sport FC            | Infarkt                                                                                       |
| 2024 | 12 hráčů                  | Izrael        | Hashalom Club Majdal Shams | Raketový útok na stadion                                                                      |
| 2024 | Juan Izquierdo            | Uruguay       | Nacional Montevideo        | Omdlel na hřišti a byl převezen do nemocnice. Utrpěl zástavu srdce a 27. srpna mozkovou smrt. |
| 2024 | José Hugo de la Cruz Meza | Peru          | Familia Chocca             | Zasažen bleskem                                                                               |
| 2024 | Kaylen Dennis             | Anglie        | Walthamstow                | Zástava srdce                                                                                 |
| 2024 | Erion Morina              | Kosovo        | KF Vushtrria               | Zástava srdce                                                                                 |
| 2025 | Guo Jiaxuan               | Čína          | Peking Guoan               | Zranění hlavy po srážce s protihráčem                                                         |
| 2025 | Alex Bange                |               | Atromitos Piraeus          | Omdlel v šatně                                                                                |
| 2025 | Helar Gonzales            | Peru          | Real Titan NC              | Srazil se s brankářem soupeře a utrpěl zranění hlavy                                          |